# LinuxPPC
 LinuxPPC war eine Linux-Distribution für Computer mit einem PowerPC-Prozessor (PPC) wie zum Beispiel die Apple-Macintosh-Computer ab dem Prozessor  G3 oder die IBM-RS/6000-Workstation. Einige Jahre vor bis kurz nach der Jahrtausendwende war LinuxPPC unter Macintosh-Benutzern beliebt, da es viele Einschränkungen des klassischen Mac OS (bis Mac OS 9.2.2) nicht besaß und auf Macintosh-Hardware bedeutend schneller lief als das native Betriebssystem von Apple. LinuxPPC ist nicht zu verwechseln mit der Portierung des Linux-Kernels auf den PowerPC-Prozessor, die sich damals Linux/PPC – mit Schrägstrich – nannte.

## Geschichte
Die ersten CD-ROMs von LinuxPPC wurden im Jahre 1996 an Entwickler und andere interessierte Personen verkauft. LinuxPPC basierte auf Red Hat Linux und der Linux-Kernel-Portierung Linux/PPC. Viele Teile des Systems wurden von Red Hat Linux ohne große Veränderungen übernommen. Die im Juni 1998 veröffentlichte Version R4 war sehr erfolgreich, da sie neben Yellow Dog Linux damals die einzige Linux-Distribution war, die sich einfach auf Macintosh-Computern installieren ließ. Nach der Version 4.1 folgte im Jahr 1999 die Version 5.0 und 5.5.

## LinuxPPC 2000
Am 9. November 2000 stellte LinuxPPC Inc. die Version 6.0 seiner Distribution vor. Sie enthielt erstmals gegenüber Red Hat Linux diverse Optimierungen der Installation und Oberfläche, weshalb diese Veröffentlichung LinuxPPC 2000 genannt wurde. LinuxPPC 2000 basierte auf Red Hat Linux 6.2. Das Installationsprogramm installierte Gnome als Arbeitsoberfläche. Es war aber möglich, nachträglich KDE von der CD-ROM einzuspielen. Neben der bootbaren CD-ROM mit den kompilierten RPM-Paketen der Distribution darauf lag zusätzlich eine zweite CD-ROM bei, die alle Quellcode-Pakete enthielt. Alternativ konnte gratis ein für die damalige Zeit sehr großes (170 MB) Datenträgerabbild aus dem Internet heruntergeladen werden, welches die Demoversion LinuxPPC 2000 lite enthielt und auch ein Live-System bot.

## Das Ende von LinuxPPC
Die letzte Version von LinuxPPC war 6.0. Bis Anfang 2003 wurden noch Updates für LinuxPPC 2000 angeboten. Im Mai 2003 wurden die LinuxPPC Inc. aufgelöst und alle Entwicklungsarbeiten eingestellt. Da die PPC-Plattform etwa ab dem Jahr 2004 von diversen anderen Distributionen unterstützt wurde, gab es zahlreiche mindestens ebenbürtige Nachfolger für LinuxPPC.